# Parafia św. Apostołów Piotra i Pawła w Siemiatyczach Stacji
Parafia pw. św. Apostołów Piotra i Pawła w Siemiatyczach Stacji – rzymskokatolicka parafia należąca do dekanatu Siemiatycze, diecezji drohiczyńskiej, metropolii białostockiej. Liczy 470 wiernych.

## Historia
Pierwszą, drewnianą kaplicę katolicką w Siemiatyczach Stacji zbudowano w latach 50. XX w. Należała ona do parafii Wniebowzięcia Najświętszej Maryi Panny w Siemiatyczach. 9 sierpnia 1975 administrator apostolski diecezji pińskiej bp Władysław Jędruszuk erygował w Siemiatyczach Stacji rektorat. Na przełomie lat 80. i 90. XX w. wybudowano obecny kościół. 10 listopada 1991 konsekrował go biskup drohiczyński Władysław Jędruszuk, który w tym samym dniu erygował przy kościele parafię.

## Zasięg parafii
W granicach parafii znajdują się miejscowości: 

- Anusin,
- Anusin (kolonia),
- Boratyniec Lacki,
- Boratyniec Ruski,
- Grabarka,
- Hałasówka,
- Homoty,
- Kudelicze,
- Maćkowicze,
- Oksiutycze,
- Olchowicze,
- Olendry,
- Pawłowicze,
- Siemiatycze-Stacja,
- Stankowicze,
- Szerszenie
- Szumiłówka.

## Duszpasterze

### Proboszczowie i rektorzy

#### Rektorzy
- ks. Henryk Łapiński (1975–1979)
- ks. Eugeniusz Moczulski (1979–1981)
- ks. Roman Trusiak (1981–1989)
- ks. Józef Grzeszczuk (1989–1991)

#### Proboszczowie
- ks. Józef Grzeszczuk (1991–2023)
- ks. Marcin Karpiesiuk (od 2023)